# Trolejbusová doprava v Ostravě

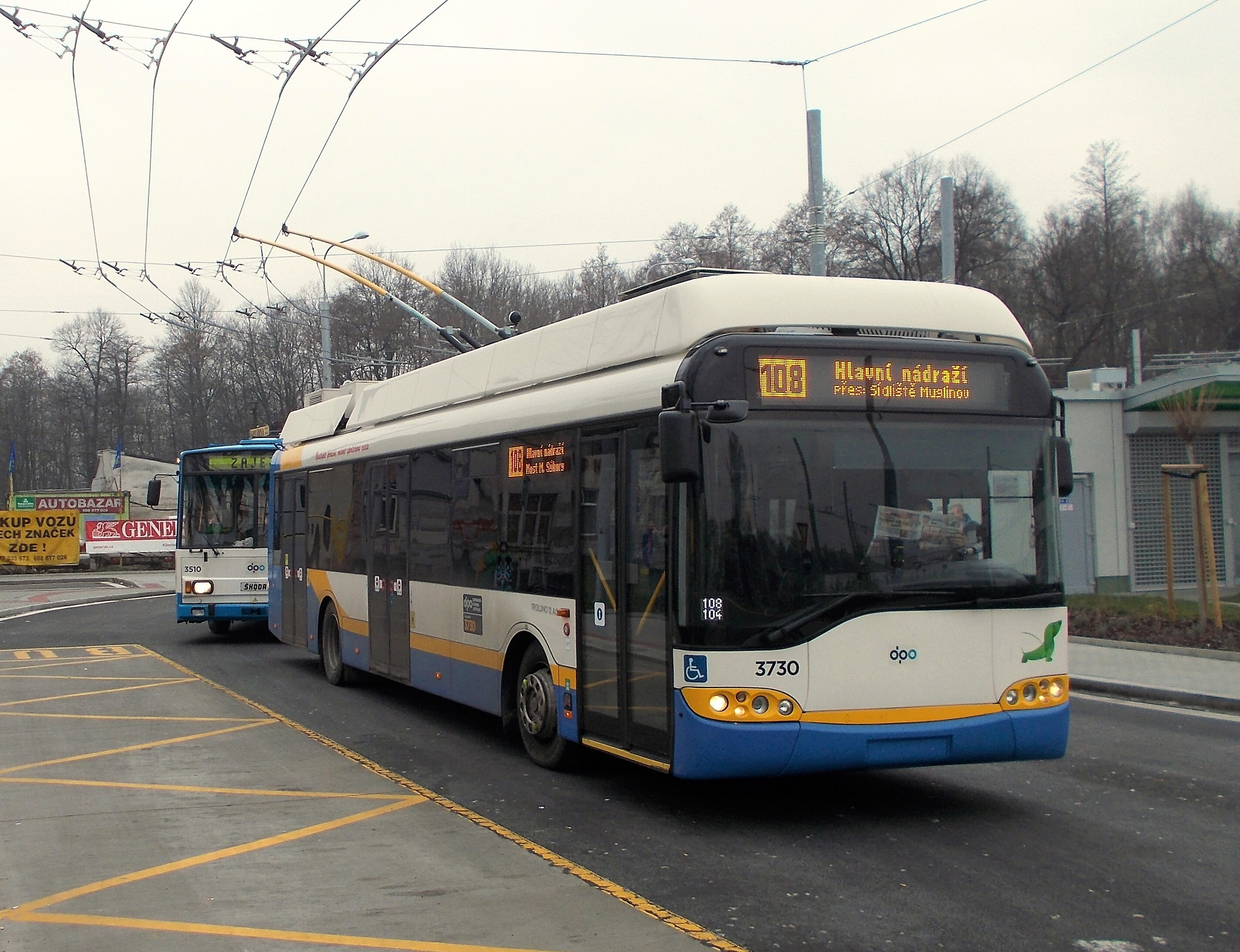
Ostravský trolejbus Solaris Trollino 12 AC, původem ze švýcarského města La Chaux-de-Fonds

Ve třetím největším městě České republiky, Ostravě, se nachází trolejbusová síť provozovaná Dopravním podnikem Ostrava.

## Historie

### 50. a 60. léta

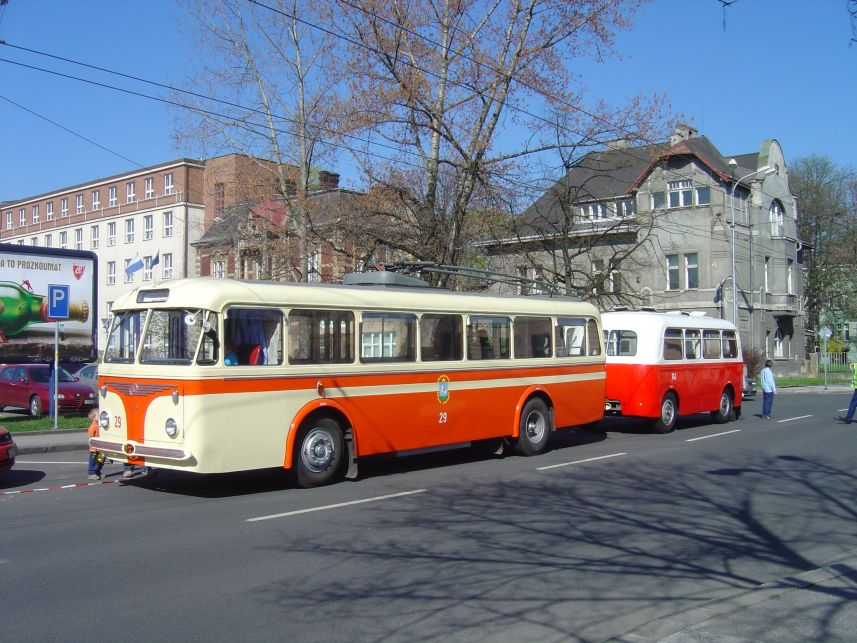
Historický trolejbus Škoda 8Tr s vlekem Karosa B 40 na náměstí Republiky

Stejně jako i v jiných městech tehdejšího Československa, tak i v Ostravě nadešel po druhé světové válce čas trolejbusů. Se stavbou prvního úseku sítě, který byl otevřen k výročí dne osvobození 9. května 1952, se začalo na počátku roku 1952. První trať měla okružní charakter a spojovala náměstí Republiky, Jirskou osadu a Prokešovo náměstí. Na okruhu byly provozovány dvě linky, jedna po a druhá proti směru hodinových ručiček. Následně se pokračovalo ve stavbě nových úseků. Dne 31. srpna 1952 došlo k otevření další tratě, která ta vedla do Hrušova a k místnímu nádraží. U něj se také nacházela trolejbusová vozovna (předtím byly trolejbusy odstavovány na odstavné ploše v autobusových garážích ve Sládkově ulici), která vznikla částečnou přestavbou vozovny úzkorozchodných tramvají. O rok později poprvé vyjely trolejbusy na trať do Michálkovic; nahradily tak trať úzkorozchodných tramvají, která tímto směrem vedla. První dva měsíce po otevření jezdily oba druhy dopravy najednou, poté však byla tramvajová trať uzavřena. V prosinci 1954 došlo k zahájení provozu ve zbrusu nové trolejbusové vozovně v Sokolské ulici (nevyhovující vozovny v Hrušově a v Michálkovicích byly zrušeny). K hlavnímu nádraží začaly jezdit trolejbusy také v padesátých letech (od 23. prosince 1957). 
Na přelomu 50. a 60. let docházelo k zásadním změnám, úzkorozchodné tramvajové tratě byly omezovány a nahrazovány trolejbusy; po Michálkovicích přišel v roce 1960 na řadu úsek mezi Smetanovým a Prokešovým náměstím. Téhož roku byla vybudována smyčka u nově vznikající zoologické zahrady. O rok později začaly trolejbusy jezdit i přes most Miloše Sýkory. V 60. letech byla prodloužena ještě hrušovská trať, poté se však se stavbou nových úseků přestalo a nastal útlum. Jeho prvním signálem bylo vybudování pěší zóny v centru města a zrušení trolejbusové trati k výstavišti.
Významnou událostí v roce 1967 bylo také dočasné zrušení trati před hlavním nádražím (kvůli jeho rozšíření se konečná posunula do přilehlých ulic). Provoz byl v původním rozsahu obnoven až po dokončení stavby dne 11. srpna 1974.

### Od normalizace až do současnosti

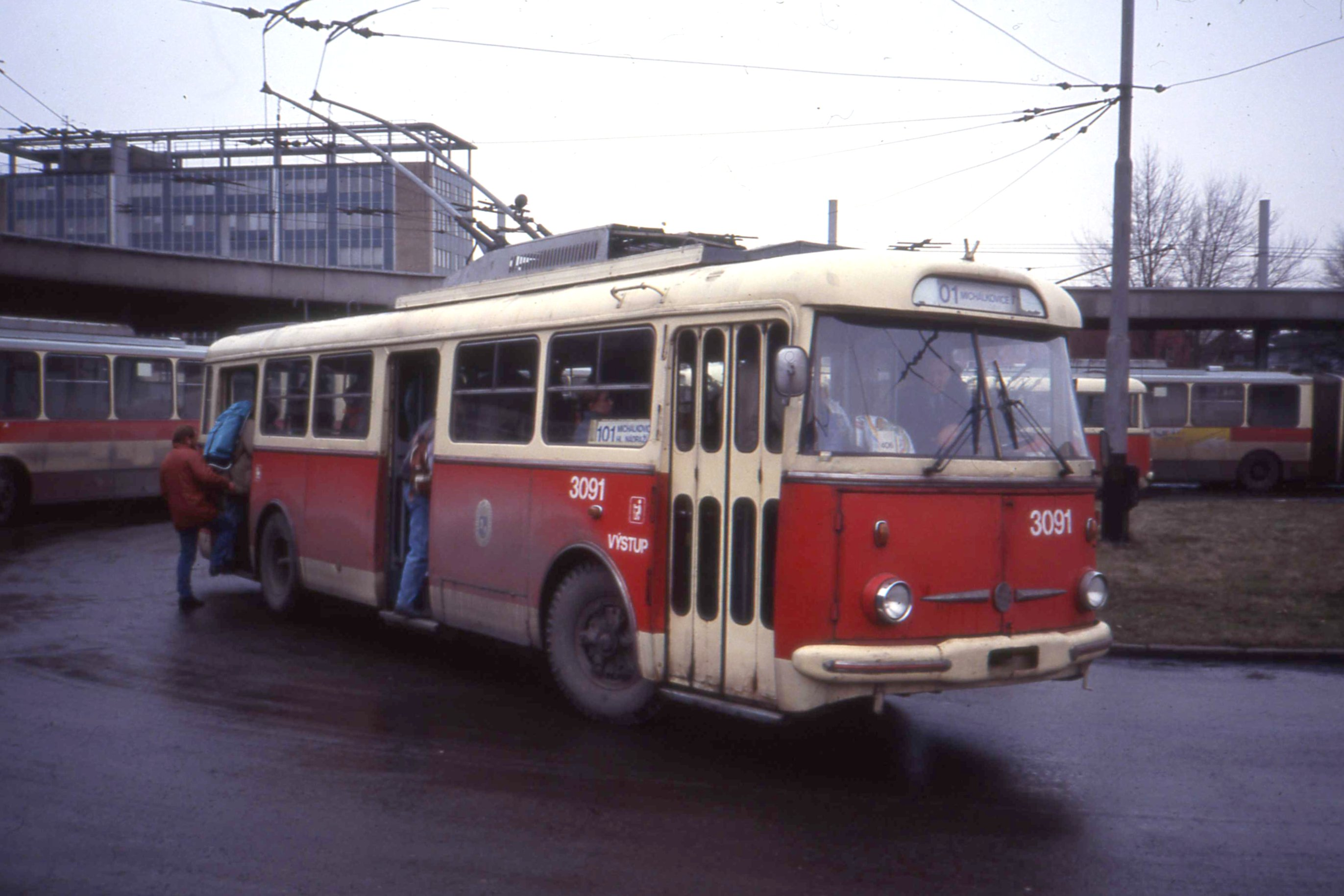
Ostravský vůz Škoda 9Tr v roce 1992

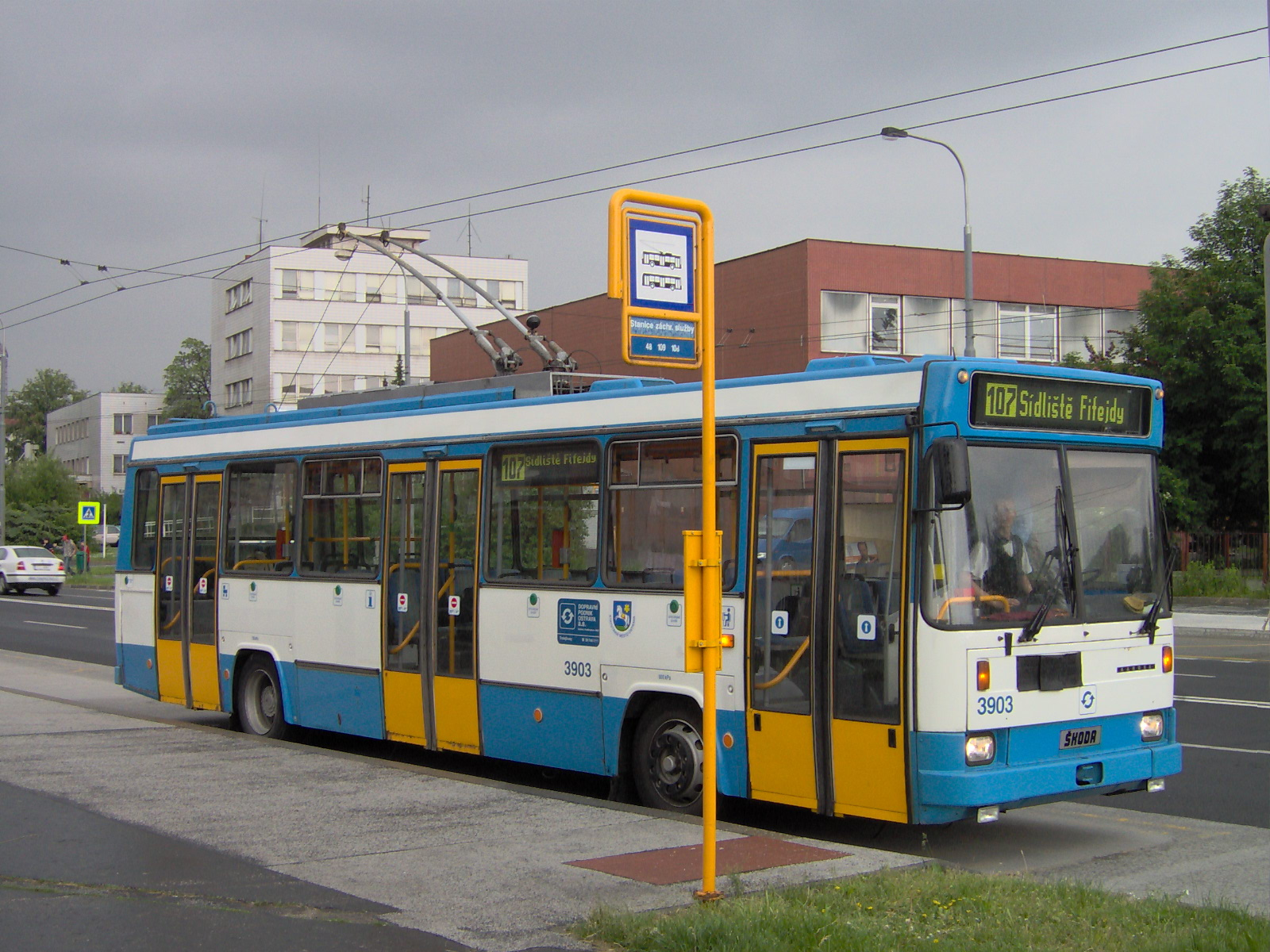
Škoda 17Tr

Největší událostí 70. let byla havárie, která se stala 25. listopadu 1976 na mostě Pionýrů. Plyn, který byl veden v potrubí pod ním, explodoval a totálně most zničil. Zničen byl rovněž i projíždějící trolejbus a došlo ke zraněním cestujících. Přestože mohla být využita trať přes Sýkorův most, vznikl dočasný ženijní most využívaný pouze trolejbusy. Obnovení zničeného mostu však přinesla až 80. léta, kdy byla vystavěna i navazující estakáda kolem stadionu na Bazalech. Tento úsek byl zprovozněn 30. června 1986.
Útlum trolejbusové dopravy z konce let šedesátých na přelomu 70. a 80. let skončil a začalo se opět s rozšiřováním sítě. V letech 1979 a 1980 byly zprovozněny úspěšně dvě nové tratě, které obsloužily sídliště Fifejdy. Východní, slezská část města, se dočkala nové trolejbusové tratě roku 1985; nový úsek zajistil dopravní spojení pro důl Heřmanice. Roku 1992 pak byla tato trať ještě dále prodloužena směrem na západ a tím byla napojena na hrušovskou trať; důl však byl mezitím zlikvidován takže význam celého úseku zeslábl. V roce 1993 byl zahájen provoz na trati přes sídliště Muglinov po Hladnovské ulici. V roce 1995 byl na trolejbusovou síť napojen Koblov z oblasti Hlučínska.
V roce 2003 byl zrušen koncový úsek do Hrušova. Trolejbusy zde tedy dojezdily 30 let po tramvajích. V souvislostí se stavbou dálnice D1 se upravilo také vedení linek, když trolejbusy sjíždějí z mostu, aby po jedné zastávce (Riegrova) na něj znovu najely. 12. prosince 2008 došlo k zastavení pravidelné dopravy na krátké odbočné trati ze zastávky Kamenec po ulici Dědičné do smyčky Bazaly; trať ale zůstala zachována pro manipulační účely a od září 2013 byla využívána linkou 101, kterou v březnu 2018 vystřídala linka 106, provozovaná parciálními trolejbusy. Ze začátku tam jezdila pouze polovina spojů linky, ale po začátku rekonstrukce tam jezdily všechny spoje. Rekonstrukce v září 2019 skončila, všechny spoje linky 106 byly stále vedeny přes Bazaly.[zdroj?]
1. září 2013 byl zahájen provoz na nové trati z ulice Českobratrské (od zastávky Konzervatoř), přes jednosměrné nájezdové rampy (ulice Žerotínova a Janáčkova) po ulici Porážkové k obchodnímu centru Nová Karolina. Jednalo se o první etapu plánované trasy; výstavba probíhala v průběhu let 2012 a 2013 a trať byla slavnostně otevřena 29. srpna 2013. Byly zde zřízeny dvě nové zastávky (u železniční zastávky Ostrava-Stodolní a konečná u Nové Karoliny), které obsluhuje linka 105 z Koblova. Trať je ukončena smyčkou využívající kruhový objezd jižně od obchodního centra. Do budoucna se počítá s druhou etapou, která má vést přes náměstí Biskupa Bruna a končit smyčkou na kruhovém objezdu na křížení s ulicí Na Karolině.
5. července 2015 byl otevřen terminál Hulváky, do něhož byla prodloužena trať ze stávající smyčky Sokola Tůmy, která byla snesena. 28. února 2016 byl otevřen terminál Hranečník, kam byla postavena nová trať od mostu Miloše Sýkory kolem hřbitova po ulici Těšínské.[zdroj?]
Od 4. března 2018 byla za pomocí parciálních trolejbusů vybranými spoji v pracovních dnech prodloužena linka 101 z terminálu Hranečník na zastávku LDN v Radvanicích. Od 2. září 2018 byla linka prodloužena na konečnou Ludvíkova přes obec Petřvald. Od 15. prosince 2019 byl tento stav provoz změněn na celotýdenní namísto autobusové linky 29. Od 1. března 2020 byly parciální trolejbusy nasazovány i na noční linku 113. Na baterie jezdily v úseku mezi zastávkami Chrustova — Michálkovice přes Heřmanice,pošta (později Heřmanice,pivovar) a Briketářská. Od 2. ledna 2023 byly vybrané spoje linky 107 prodlouženy z terminálu Hranečník na konečnou Bartovice,Ještěrka celotýdenně namísto spojů autobusové linky 38.[zdroj?]

### Budoucí plány

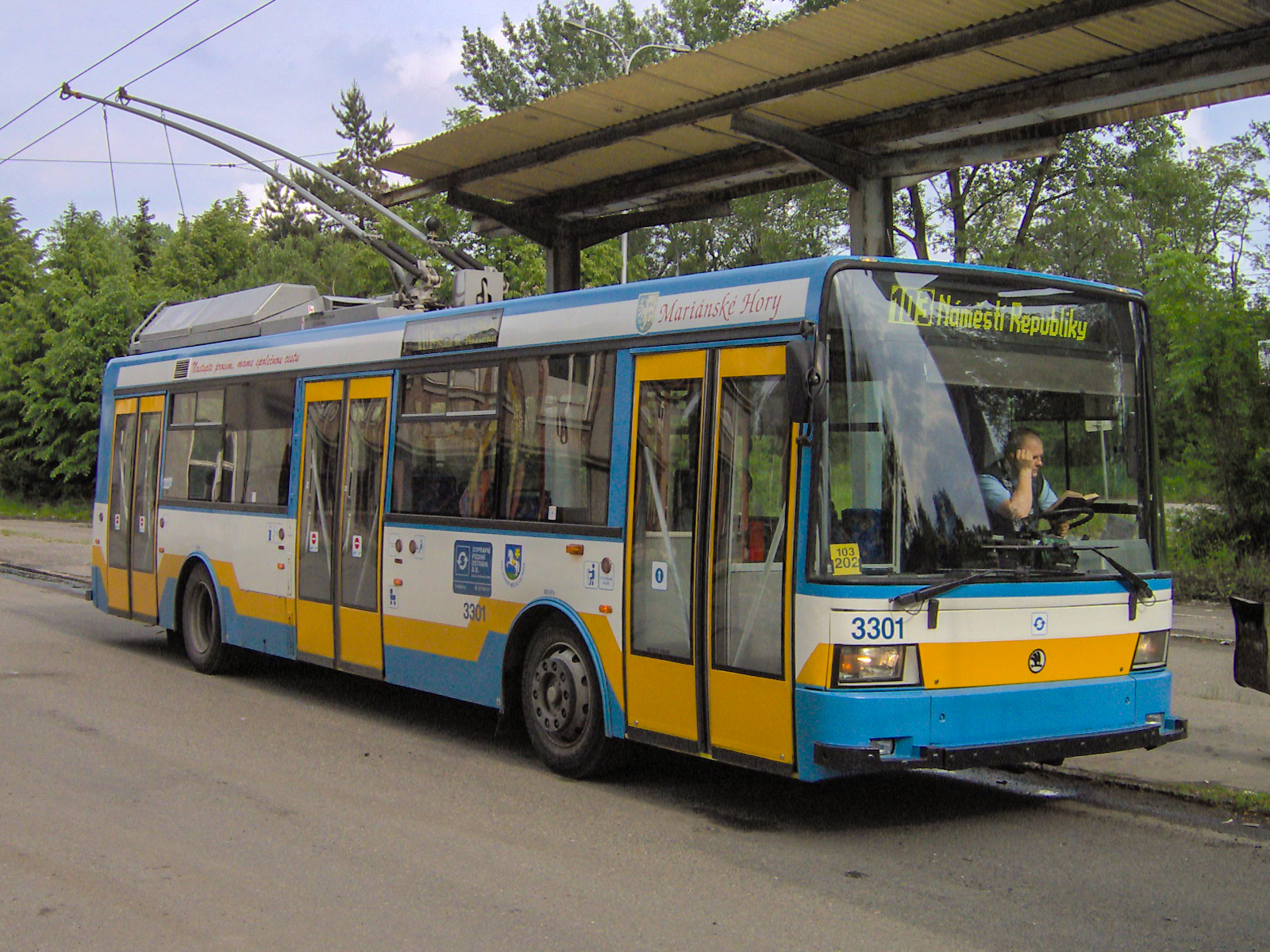
Ostravský nízkopodlažní trolejbus Škoda 21Tr na smyčce Důl Heřmanice

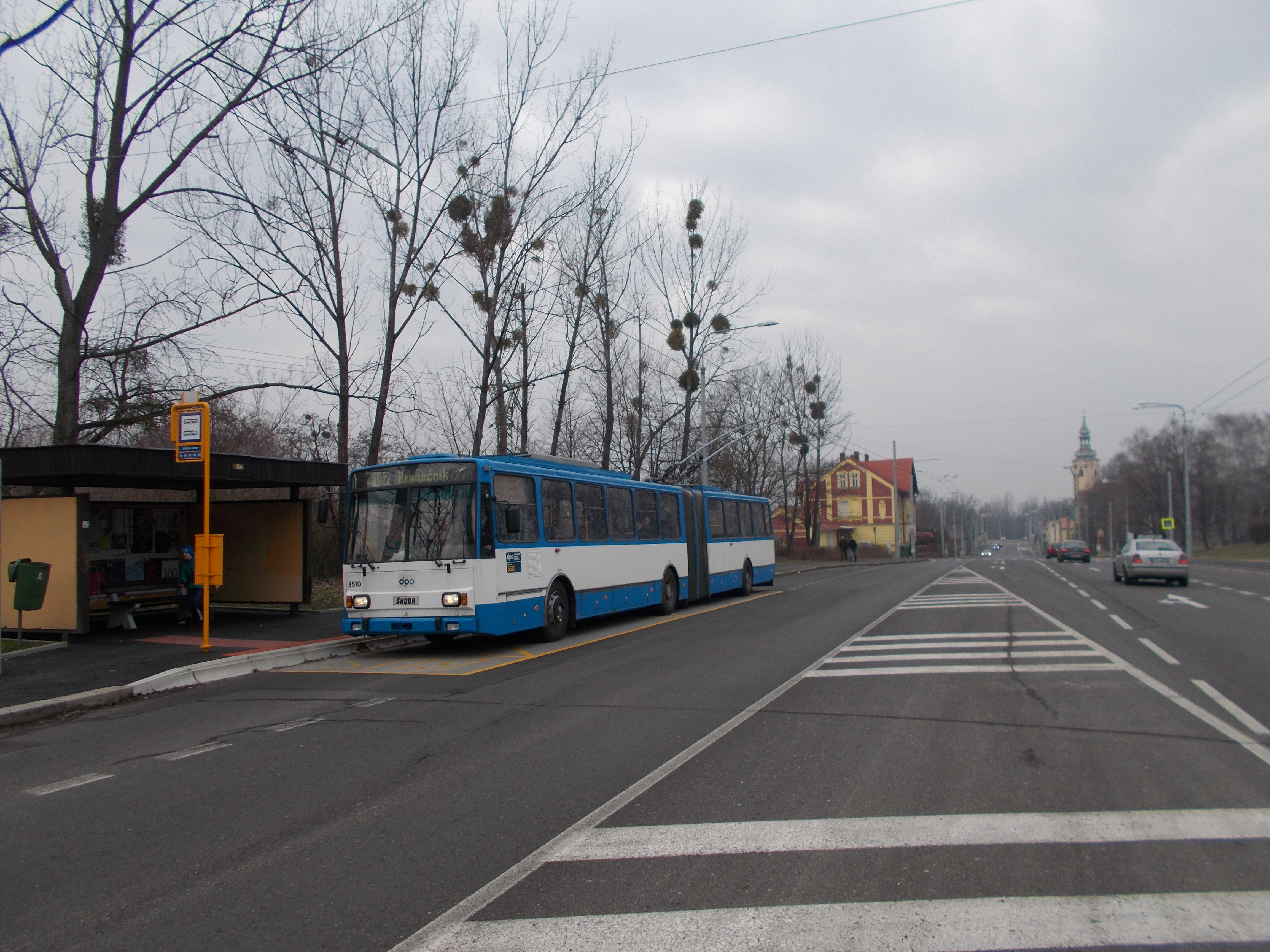
Škoda 15Tr v zastávce Ústřední hřbitov

Existuje mnoho plánů na rozvoj sítě. Další výhled počítá s prodloužením trolejbusové trati od Karoliny po Havlíčkově nábřeží až k mostu Miloše Sýkory, kde dojde k propojení nové tratě se stávající trolejbusovou sítí. Z Hranečníku má být tamní trať prodloužena do městské části Bartovice. Dále se připravuje trať přes nově stavěnou místní část Františkov nebo trať na výstaviště.
Dle plánu na rozvoj města do roku 2023 se počítá s rekonstrukcí náměstí Republiky, včetně s prodloužením trolejbusové trati do Dolní oblasti Vítkovice. Nová smyčka trolejbusů by měla vyrůst u tramvajové zastávky Dolní Vítkovice Hlubina.
V souvislosti s již schváleným a územně zařazeným plánem prodloužení ulice Porážkové má rovněž proběhnout instalace nového vedení trolejbusové tratě alternativní trasou k ul. Nádražní z hlavního nádraží přes ulici Jirskou a dále po ul. Porážkové až k městským jatkám a ke Karolině. Tím se má výrazně urychlit trolejbusová doprava do Mariánských Hor, ale i do dalších městských částí.
S dodávkou 18 vozů Škoda 36Tr v roce 2023 bylo v plánu tyto parciální trolejbusy nasadit na linky 23 a 57 v úsecích Hranečník — Michálkovice a Hulváky — Vítkovice, Mírové náměstí. Na zastávkách Michálkovice a Vítkovice, Mírové náměstí měly být doplněny nabíjecí stopy.

### Nedostavěné trasy

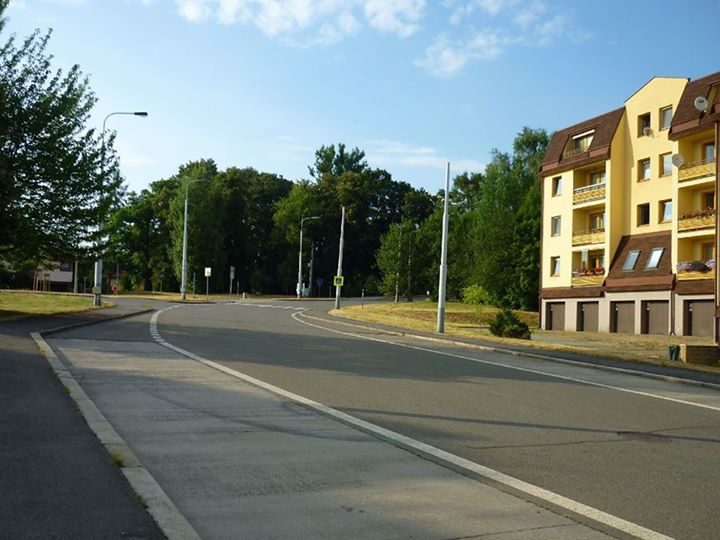
Pohled na nedostavěnou trolejbusovou zastávku a trať na Františkově

V ostravské trolejbusové síti se nachází několik nedostavěných tratí, na kterých jsou zachovány sloupy trakčního vedení, jež převážně slouží pro pouliční osvětlení. 
do Vítkovic
Trať měla odbočovat od křižovatky ulic Novinářská a Várenská na Fifejdách, poblíž nákupního centra Futurum. Trať se měla křížit s tramvajovou dráhou na ulici 28. října. Na Výstavní ulici jsou zachovány sloupy, které jsou k vidění téměř po celé délce trasy až ke křižovatce ulic Železárenská, Výstavní a Průmyslová. Trať, pro jejíž napájení byla už upravena měnírna Český dům, nebyla postavena pro nezájem Vítkovic. Trať měla vést na, dnes již zrušené, autobusové nádraží u náměstí Jiřího z Poděbrad.
do Hlučína
Až do Hlučína měly jezdit trolejbusy, které DPO slíbilo jako náhradu za zrušenou tramvajovou trať. Trasa měla být vedena od kruhového objezdu na ulici Novoveská směrem k chemičce. Celá stavba narazila na problém s nízkým průjezdným profilem pod mosty poblíž vlakové zastávky Ostrava-Mariánské hory. Sloupy pro trolejbusy jsou k vidění na Švermově a Slovenské ulici. Objevují se nedaleko Uhelných skladů a končí u mostu přes vlečku u Suderovy ulice. I na této ulici byly sloupy postaveny, pravděpodobně měly trolejbusy zajíždět až k Dolu Jana Švermy.
přes Františkov
Tato trasa má být spojnicí mezi Michálkovickou a Těšínskou ulicí. Sloupy a dokonce i zastávkové zálivy jsou k vidění na ulicích Keltičkova a Na Baranovci. Sloupy končí poblíž křižovatky ulic Na Františkově a Na Baranovci. Problémem celé trasy je poddolované a nestabilní území za dolem sv. Trojice, u kterého je prudká zatáčka. Tento úsek silnice se bude teprve rekonstruovat. Prozatím je tato část Slezské Ostravy obsluhována minibusy linky 99, v pracovních dnech v intervalu 15 min.
na Výstaviště
Na výstaviště kdysi trolejbusy jezdily přes Masarykovo náměstí. Nová trasa má vést od křižovatky ulic Sokolská třída, 28. října a Biskupská. Sloupy pro vedení jsou k vidění na Biskupské ulici. K výstavišti se rovněž plánuje prodloužit trať od Nová Karoliny.

## Vozový park

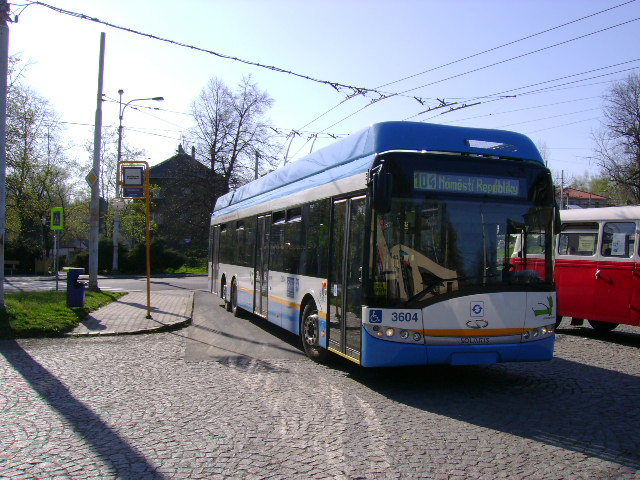
Solaris Trollino 15 AC s karoserií III. generace v smyčce Michálkovice

Pro zahájení provozu trolejbusové dopravy v Ostravě bylo dodáno šest dvounápravových trolejbusů Škoda 7Tr, které však svojí kapacitou nevyhovovaly a proto byly po roce provozu odprodány do Pardubic. Mezitím bylo zakoupeno 20 mohutných třínápravových vozů Tatra 400. Mezi lety 1958 a 1960 pak byly dodány trolejbusy Škoda 8Tr (celkem 21 vozů). Od roku 1962 je následovaly vozy Škoda 9Tr (do roku 1981 celkem 72 trolejbusů + 3 ojeté z Pardubic). Trolejbusy Škoda 14Tr jezdily v Ostravě od roku 1984. V roce 1986 byly dodány do Ostravy dva kloubové vozy Škoda-Sanos S 200, které byly o tři roky později předány do Zlína výměnou za jeden kloubový trolejbus Škoda 15Tr, který se tak stal prvním vozem svého typu v Ostravě. Následovalo ho poté dalších 10 vozů. V roce 1996 byl do provozu zařazen unikátní typ trolejbusu: první prototyp vozu Škoda 17Tr. Do roku 2000 ho následovaly další dva vozy a Ostrava se tak stala jediným provozovatelem těchto trolejbusů na světě. V letech 1997 až 2002 byly do Ostravy dodávány nízkopodlažní trolejbusy Škoda 21Tr. V letech 2003–2008 byl vozový park obnovován nízkopodlažními trolejbusy Solaris Trollino ve všech třech délkových verzích, které byly vyráběny v areálu ostravské trolejbusové vozovny. Od roku 2009 jsou nakupovány trolejbusy Škoda 26Tr a Škoda 27Tr.
V září 2016 bylo vyhlášeno výběrové řízení na dva kloubové a deset sólo trolejbusů. Všechny měly mít nově celovozovou klimatizaci a dvanáctimetrové vozy měly být také vybaveny bateriovým pohonem, který jim měl umožnit jízdu bez emisí i mimo trolejové vedení.

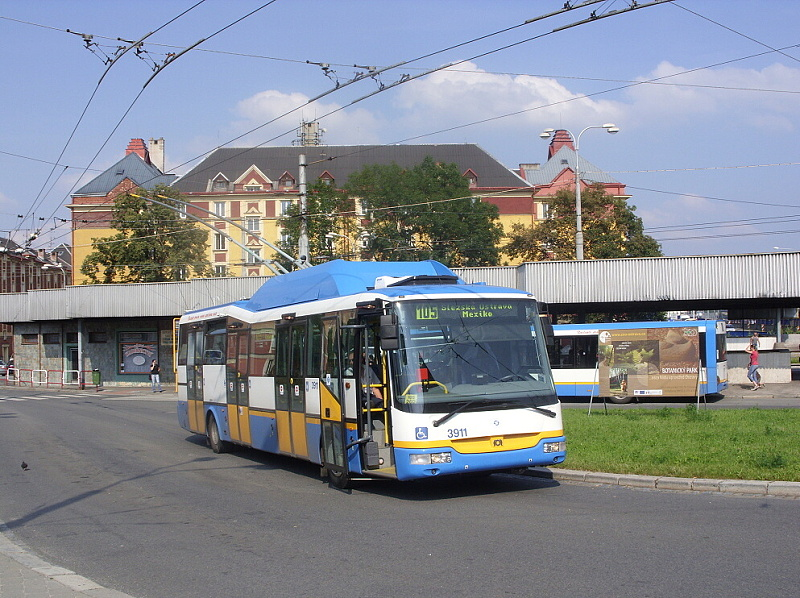
Ostravský SOR TN 12 C ve smyčce Náměstí Republiky

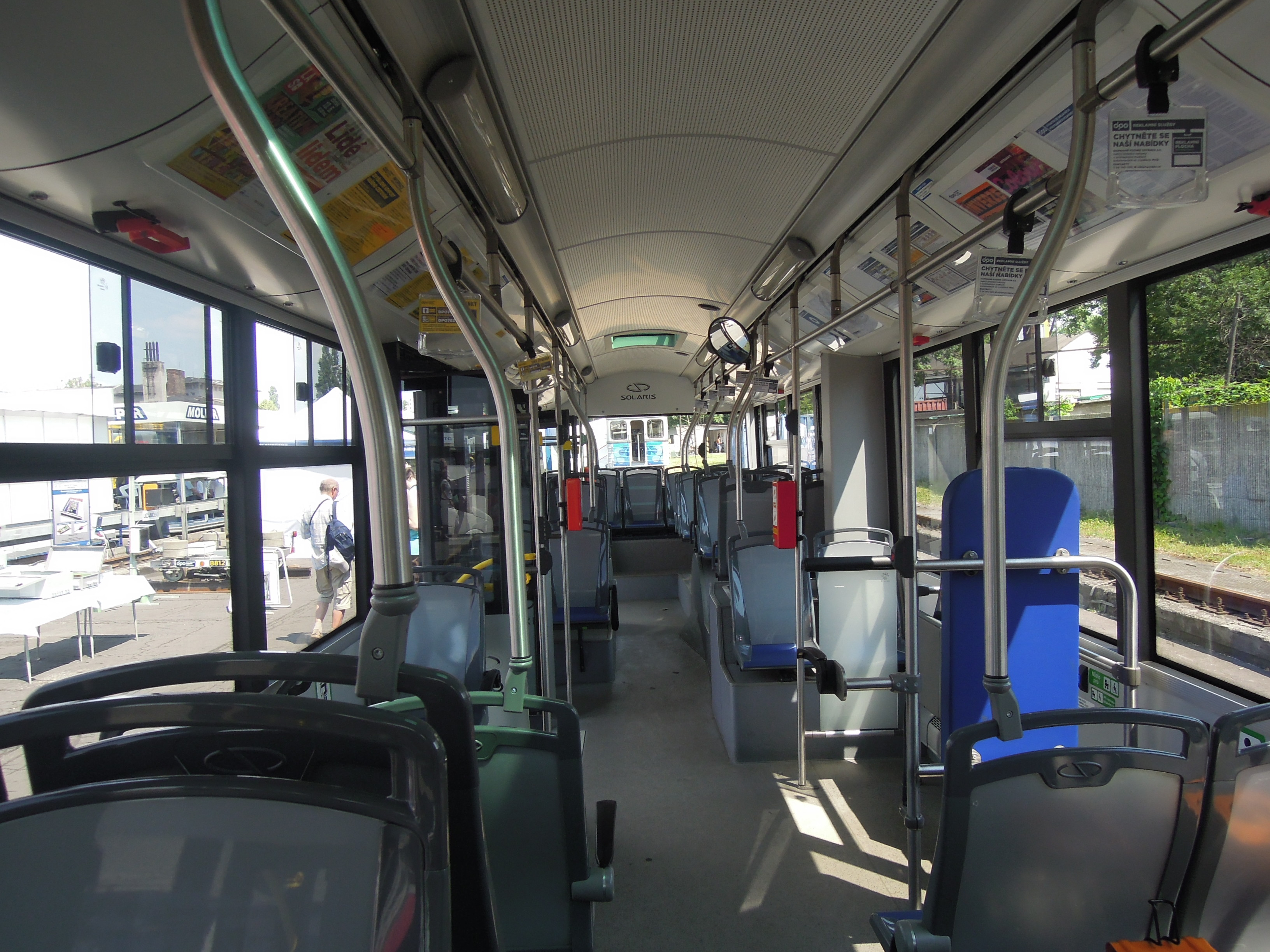
Interiér trolejbusu Škoda 26Tr Dopravního podniku Ostrava

Dopravní podnik Ostrava je také vlastníkem tří trolejbusů značky SOR tří různých typů, které byly v letech 2008 a 2009 zkompletovány DPO v trolejbusové vozovně.[zdroj?]
V roce 2015 zakoupil DPO tři trolejbusy Solaris Trollino 12 AC ze švýcarského města La Chaux-de-Fonds (vyrobeny v roce 2005 v Ostravě), kde byl rušen trolejbusový provoz. Vozy měly původní nátěr z provozu ve Švýcarsku. Před zařazením do provozu v Ostravě jim byla vyměněna poškozená okna (všechna byla tmavá) a doplněna klimatizace pro řidiče.[zdroj?]
Dne 3. března 2018 byl ukončen provoz trolejbusů Škoda 14Tr a 15Tr. DPO tak od té doby provozuje už pouze nízkopodlažní trolejbusy.[zdroj?]
V roce 2018 došlo ke změně nátěru vozidel MHD a služebních vozidel. Nová firemní barva je světle modrá až tyrkysová. Barvu doplňuje stříbrný proužek pod okny a černé rámy oken. Nový lak mají nové vozy typu Škoda 26Tr a Škoda 27Tr.[zdroj?]
V prosinci 2021 vyhrála společnost Ganz-Skoda Electric soutěž na dodávku 18 parciálních 12metrových vozů (12 objednaných, 6 v rámci uplatněné opce). Firma dodala model Škoda 36Tr s karoserií tureckého výrobce Temsa. V květnu 2023 byl ukončen provoz posledního trolejbusu Škoda 21Tr.
V průběhu 2024 dojezdil kvůli technické závadě jediný exemplář trolejbusu Solaris Trollino 18. V souvislosti s dodávkami vozů Škoda 27Tr na přelomu let 2024 a 2025 byly v únoru 2025 z provozu odstaveny trolejbusy Solaris Trollino 15.
V květnu 2025 byly v provozu osobní trolejbusové dopravy následující typy (celkem 69 vozidel):
| Obrázek | Typ                 | Modifikace a podtypy   | Roky dodávek | Počet (k 02. 05. 2023) |
| ------- | ------------------- | ---------------------- | ------------ | ---------------------- |
|         | Solaris Trollino 12 | Solaris Trollino 12 AC | 2003–2015    | 16                     |
|         | SOR TNB 12          | SOR TNB 12             | 2009         | 1                      |
|         | Škoda 26Tr          | Škoda 26Tr             | 2010–2017    | 23                     |
|         | Škoda 27Tr          | Škoda 27Tr             | 2012–2025    | 17                     |
|         | Škoda 36Tr          | Škoda 36Tr             | 2023         | 18                     |

### Historická vozidla
Dopravní podnik Ostrava také vlastní několik historických trolejbusů (Tatra 400, Škoda 8Tr, Škoda 9Tr, Škoda 14Tr, Škoda 15Tr, Škoda 17Tr, Škoda 21Tr) a autobusový/trolejbusový přívěs Karosa B 40.